# Geigeria decurrens
Geigeria decurrens là một loài thực vật có hoa trong họ Cúc. Loài này được S.Ortiz, Rodr.Oubiña & Buján mô tả khoa học đầu tiên năm 2000.